# 盘俊
盘俊（1933年3月—1993年9月），曾用名盘山宝，男，瑶族，广西全州人，中华人民共和国政治人物，曾任第五届全国人大代表，第八届全国政协委员。